# 実松克義
実松 克義（さねまつ かつよし、1948年2月14日 - ）は、日本の宗教人類学者、英語教育学者。立教大学名誉教授。アメリカ大陸中南米のシャーマニズム、文化及び古代史を主な研究分野とする。
メキシコ、グアテマラ、ペルー、ボリビア等において現地フィールドワークを行い、独自の視点から先住民族の文化と宗教を研究している。マヤ民族文化の神話、カレンダー及び時間思想、アンデス民族文化の自然観、エコロジー思想などに光を当てている。またボリビア・アマゾンに存在した古代文化の調査研究（モホス・プロジェクト）を実施している。

## 経歴
- 1948年2月：佐賀県に生まれる。
- 1970年3月：日本大学文理学部地理学科卒業。
- 1978年4月：カンザス大学大学院修士課程修了。
- 1978年8月：日本電気国際研修所専任講師。
- 1982年4月：アテネ・フランセ専任講師。
- 1990年4月：立教大学一般教育部専任講師。
- 1994年12月 - 1997年3月： 立教大学全学共通カリキュラム運営センター言語部会長。
- 2001年4月：社会学部教授。
- 2005年4月～2007年3月：立教大学ラテンアメリカ研究所所長。
- 2008年4月：異文化コミュニケーション学部教授。
- 2009年4月～2011年3月：立教大学ラテンアメリカ研究所所長。
- 2013年3月：退職
- 現在：立教大学名誉教授

## 著書
- 『マヤ文明　聖なる時間の書-現代マヤ・シャーマンとの対話』、現代書林、2000年
- 『立教大学＜全カリ＞のすべて-リベラル・アーツの再構築』、編集委員会編（共著）、東信堂、2001年
- 『マヤ文明　新たなる真実-解読された古代神話『ポップ・ヴフ』』、講談社、2003年
- 『アンデス・シャーマンとの対話──宗教人類学者が見たアンデスの宇宙観』、 現代書館、2005年
- 『アマゾン文明の研究──古代人はいかにして自然との共生をなし遂げたのか』、 現代書館、2010年
- 『マヤ文明――文化の根源としての時間思想と民族の歴史』、現代書館、2016年